# Derapur
Derapur es un pueblo y nagar Panchayat situada en el distrito de Kanpur Dehat en el estado de Uttar Pradesh (India). Su población es de 7533 habitantes (2011). Se encuentra a 61 km de Kanpur.

## Demografía
Según el censo de 2011 la población de Derapur era de 7533 habitantes, de los cuales 3905 eran hombres y 3628 eran mujeres. Derapur tiene una tasa media de alfabetización del 77,12%, superior a la media estatal del 67,68%: la alfabetización masculina es del 83,39%, y la alfabetización femenina del 70,26%.